# David J. Asher
David J. Asher, född 1966  i Edinburgh, Storbritannien, är en brittisk astronom.
Han är verksam vid Armagh-observatoriet i Nordirland.
Minor Planet Center listar honom som D. J. Asher och som upptäckare av 10 asteroider.
Han har fått asteroiden 6564 Asher uppkallad efter sig.

## Asteroider upptäckta av David J. Asher
| 9084 Achristou     | 3 februari 1995  |
| 10369 Sinden       | 8 februari 1995  |
| 12395 Richnelson   | 8 februari 1995  |
| 15834 McBride      | 4 februari 1995  |
| 16693 Moseley      | 26 december 1994 |
| 22403 Manjitludher | 5 juni 1995      |
| 26891 Johnbutler   | 7 februari 1995  |
| 37678 McClure      | 3 februari 1995  |
| 42531 McKenna      | 5 juni 1995      |
| 58345 Moomintroll  | 7 februari 1995  |